# Dario Cologna
Dario Alonzo Cologna (Santa Maria Val Müstair, 11 marzo 1986) è un fondista svizzero, vincitore di quattro medaglie d'oro olimpiche, di una medaglia d'oro iridata, di quattro Coppe del Mondo generali e di quattro Coppe del Mondo di specialità.
È detentore del record per maggior numero di Tour de Ski vinti, grazie alle sue 4 vittorie nel 2009, 2011, 2012 e 2018.

## Biografia
Fratello di Gianluca, a sua volta fondista di alto livello, possiede anche la cittadinanza italiana.

### Stagioni 2002-2006
Originario di Santa Maria Val Müstair, comune in seguito accorpato a Val Müstair, dopo essersi dedicato nell'infanzia allo sci alpino e in seguito anche al calcio e alla mountain bike si è dedicato completamente allo sci di fondo. Tecnicamente, Dario Cologna preferisce la tecnica libera alla tecnica classica, pur riuscendo a ottenere buoni risultati anche con gli sci paralleli; è più forte nelle distanze "classiche" dello sci di fondo, dai 10 km in su, pur non disdegnando le sprint. Queste caratteristiche ne fanno uno degli atleti più completi del panorama fondistico internazionale.
Nel 2002 e nel 2003 ha disputato gare FIS e di Coppa Continentale; ha debuttato in campo internazionale ad alto livello ai Mondiali juniores di Stryn nel 2004, senza conseguire risultati di rilievo; ha in seguito partecipato alla rassegna iridata giovanile fino a Kranj 2006, dove ha vinto il bronzo nella 10 km a tecnica classica.

### Stagioni 2007-2009
Fino alla stagione 2006-2007 ha gareggiato prevalentemente in circuiti minori; in Coppa del Mondo ha esordito il 26 novembre 2006 nella 15 km a tecnica classica di Kuusamo, senza concludere la gara, e ha ottenuto i primi punti il 24 marzo 2007 nell'inseguimento di Falun (25°). L'11 marzo precedente aveva vinto l'Engadin Skimarathon di Marathon Cup; nella classica del granfondo si sarebbe in seguito imposto anche nel 2010, mentre nel 2008 avrebbe chiuso al secondo posto.
Dalla stagione 2007-2008 ha iniziato a gareggiare regolarmente in Coppa del Mondo; il 28 febbraio ha vinto la 30 km a tecnica libera dei Mondiali Under 23 a Malles Venosta. Nella stagione 2008-2009 è stato costantemente ai vertici della Coppa del Mondo; ha conquistato il primo podio il 6 dicembre 2008 nella 30 km a tecnica libera di La Clusaz (2°) e la prima vittoria nel Tour de Ski 2009. Nella stessa stagione ha vinto anche le Finali di Stoccolma e Falun e, soprattutto, la Coppa del Mondo generale, primo svizzero a riuscirci. Ai Mondiali di Liberec ha ottenuto come miglior risultato il quarto posto nella sprint.

### Stagioni 2010-2013
Nella stagione 2009-2010 è salito solo saltuariamente sul podio in Coppa ma ai XXI Giochi olimpici invernali di Vancouver 2010, sua prima partecipazione olimpica, ha vinto l'oro nella gara d'apertura, la 15 km a tecnica libera. Nelle altre gare non ha ottenuto medaglie: nella 50 km è stato 10°, 13° nell'inseguimento, 11° nella sprint a squadre e 10° nella staffetta. Nella stagione 2010-2011 è tornato ai vertici in Coppa del Mondo, vincendo la classifica finale, quella di distanza e quella del Tour de Ski. Ai Mondiali di Oslo ha ottenuto come miglior risultato il nono posto nella sprint e nella staffetta.
Anche nella stagione 2011-2012 si è aggiudicato la coppa di cristallo generale e quella di distanza, vincendo anche il Tour de Ski e le Finali. Nella stagione 2012-2013 si conferma ai vertici della disciplina, giungendo secondo al Tour de Ski e vincendo la medaglia d'oro nello skiathlon e quella d'argento nella 50 km ai Mondiali in Val di Fiemme.

### Stagioni 2014-2016
Ai XXII Giochi olimpici invernali di Soči 2014 ha vinto due medaglie d'oro, nella 15 km e nello skiathlon, e si è classificato 27º nella 50 km, 26º nella sprint e 5º nella sprint a squadre.
L'anno dopo ai Mondiali di Falun 2015 ha vinto la medaglia d'argento nello skiathlon, si è classificato 18º nella 15 km, 6º nella 50 km e 5º nella staffetta, mentre Coppa del Mondo ha vinto la sua terza Coppa di distanza e si era inizialmente classificato al 2º posto nella classifica generale vinta dal norvegese Martin Johnsrud Sundby, ma l'accertamento di una violazione delle normative antidoping da parte di Sundby ha indotto la Federazione Internazionale Sci a revocare i risultati ottenuti dallo sciatore nelle gare del 13 dicembre e dell'8 gennaio e, conseguentemente, ad aggiornare le classifiche di gara e di Coppa, assegnando così il trofeo generale a Cologna.

### Stagioni 2017-2022
Ai Mondiali di Lahti 2017 si è classificato 4º nella staffetta e 7º nella 50 km. L'anno dopo ai XXIII Giochi olimpici invernali di Pyeongchang 2018 ha vinto la medaglia d'oro nella 15 km, ripetendo il successo olimpico nella disciplina per la terza volta consecutiva, e si è classificato 9º nella 50 km, 6º nello skiathlon, 11º nella sprint a squadre e 11° nella staffetta; in quella stessa stagione 2017-2018 ha vinto, per la quarta volta, la Coppa del Mondo di distanza.
Ai Mondiali di Seefeld in Tirol 2019 è stato 6º nella 15 km, 7º nella 50 km e 14º nello skiathlon, mentre a quelli di Oberstdorf 2021 si è classificato 13º nella 15 km, 9º nella 50 km, 10º nello skiathlon e 5º nella staffetta; ai XXIV Giochi olimpici invernali di Pechino 2022 si è piazzato 44º nella 15 km, 14º nella 50 km e 7º nella staffetta.
Nel novembre 2021 ha annunciato il ritiro dall'attività agonistica al termine della stagione 2021-2022. Ha disputato l'ultima gara nel marzo 2022.

## Palmarès

### Olimpiadi
- 4 medaglie:
  - 4 ori (15 km a Vancouver 2010; 15 km, skiathlon a Soči 2014; 15 km a Pyeongchang 2018)

### Mondiali
- 3 medaglie:
  - 1 oro (skiathlon a Val di Fiemme 2013)
  - 2 argenti (50 km a Val di Fiemme 2013; skiathlon a Falun 2015)

### Mondiali juniores
- 1 medaglia:
  - 1 bronzo (10 km a Kranj 2006)

### Coppa del Mondo
- Vincitore della Coppa del Mondo nel 2009, nel 2011, nel 2012 e nel 2015
- Vincitore della Coppa del Mondo di distanza nel 2011, nel 2012, nel 2015 e nel 2018
- 42 podi (40 individuali, 2 a squadre):
  - 16 vittorie (15 individuali, 1 a squadre)
  - 17 secondi posti (16 individuali, 1 a squadre)
  - 9 terzi posti (individuali)

#### Coppa del Mondo - vittorie
| Data                            | Località                                                    | Nazione                   | Spec.                                                 |
| ------------------------------- | ----------------------------------------------------------- | ------------------------- | ----------------------------------------------------- |
| 27 dicembre 2008 4 gennaio 2009 | Oberhof Praga Nové Město na Moravě Val di Fiemme            | Germania Rep. Ceca Italia | Tour de Ski                                           |
| 18-22 marzo 2009                | Stoccolma/Falun                                             | Svezia                    | Finali                                                |
| 19 dicembre 2010                | La Clusaz                                                   | Francia                   | 4x10 km (con Toni Livers, Remo Fischer e Curdin Perl) |
| 31 dicembre 2010 9 gennaio 2011 | Oberhof Oberstdorf Dobbiaco Cortina d'Ampezzo Val di Fiemme | Germania Italia           | Tour de Ski                                           |
| 12 marzo 2011                   | Lahti                                                       | Finlandia                 | 20 km PU                                              |
| 18 dicembre 2011                | Rogla                                                       | Slovenia                  | Sprint TL                                             |
| 29 dicembre 2011 8 gennaio 2012 | Oberhof Oberstdorf Dobbiaco Cortina d'Ampezzo Val di Fiemme | Germania Italia           | Tour de Ski                                           |
| 21 gennaio 2012                 | Otepää                                                      | Estonia                   | Sprint TC                                             |
| 22 gennaio 2012                 | Otepää                                                      | Estonia                   | 15 km TC                                              |
| 3 marzo 2012                    | Lahti                                                       | Finlandia                 | 30 km ST                                              |
| 14-18 marzo 2012                | Stoccolma/Falun                                             | Svezia                    | Finali                                                |
| 2 febbraio 2013                 | Soči                                                        | Russia                    | 30 km ST                                              |
| 23 gennaio 2015                 | Rybinsk                                                     | Russia                    | 15 km TL                                              |
| 30 dicembre 2017 7 gennaio 2018 | Lenzerheide Oberstdorf Val di Fiemme                        | Svizzera Germania Italia  | Tour de Ski                                           |
| 28 gennaio 2018                 | Seefeld in Tirol                                            | Austria                   | 15 km TL MS                                           |
| 10 marzo 2018                   | Oslo                                                        | Norvegia                  | 50 km TL MS                                           |

Legenda:

PU = inseguimento

ST = skiathlon

MS = partenza in linea

TC = tecnica classica

TL = tecnica libera

#### Coppa del Mondo - competizioni intermedie
- Vincitore del Tour de Ski nel 2009, nel 2011, nel 2012 e nel 2018
- Vincitore delle Finali nel 2009 e nel 2012
- 33 podi di tappa:
  - 11 vittorie
  - 12 secondi posti
  - 10 terzi posti

##### Coppa del Mondo - vittorie di tappa
| Data             | Località                   | Nazione   | Competizione   | Disciplina  |
| ---------------- | -------------------------- | --------- | -------------- | ----------- |
| 28 dicembre 2008 | Oberhof                    | Germania  | Tour de Ski    | 15 km TC HS |
| 21 marzo 2009    | Falun                      | Svezia    | Finali         | 20 km PU    |
| 19 marzo 2010    | Falun                      | Svezia    | Finali         | 3,3 km TC   |
| 27 novembre 2010 | Kuusamo                    | Finlandia | Nordic Opening | 10 km TC    |
| 1º gennaio 2011  | Oberhof                    | Germania  | Tour de Ski    | 15 km TC HS |
| 6 gennaio 2011   | Cortina d'Ampezzo/Dobbiaco | Italia    | Tour de Ski    | 35 km TL HS |
| 5 gennaio 2012   | Cortina d'Ampezzo/Dobbiaco | Italia    | Tour de Ski    | 35 km TL PU |
| 17 marzo 2012    | Falun                      | Svezia    | Finali         | 15 km TC MS |
| 3 gennaio 2015   | Oberstdorf                 | Germania  | Tour de Ski    | 4 km TL     |
| 31 dicembre 2017 | Lenzerheide                | Svizzera  | Tour de Ski    | 15 km TC    |
| 1º gennaio 2018  | Lenzerheide                | Svizzera  | Tour de Ski    | 15 km TL PU |

Legenda:

HS = partenza a handicap

PU = inseguimento

HS = partenza a handicap

TC = tecnica classica

TL = tecnica libera

### Marathon Cup
- Miglior piazzamento in classifica generale: 11º nel 2007
- 5 podi:
  - 4 vittorie
  - 1 secondo posto

#### Marathon Cup - vittorie
| Data          | Gara                | Luogo   | Paese    | Distanza    |
| ------------- | ------------------- | ------- | -------- | ----------- |
| 11 marzo 2007 | Engadin Skimarathon | Samedan | Svizzera | 42 km TL MS |
| 14 marzo 2010 | Engadin Skimarathon | Samedan | Svizzera | 42 km TL MS |
| 12 marzo 2017 | Engadin Skimarathon | Samedan | Svizzera | 42 km TL MS |
| 10 marzo 2019 | Engadin Skimarathon | Samedan | Svizzera | 42 km TL MS |

Legenda:

MS = partenza in linea

TC = tecnica classica

TL = tecnica libera